# حركة العدل والمساواة
حركة العدل والمساواة هي جماعة مُعارضة في السودان أسَّسها خليل إبراهيم. قاد جبريل إبراهيم الجمعة منذ كانون الثاني/يناير 2012 بعد وفاة شقيقه خليل في كانون الأول/ديسمبر 2011. تتضمَّنُ الأجندة السياسية لحركة العدل والمساواة قضايا مثل: الإصلاح الدستوري الجذري والشامل لمنح مناطق السودان نصيبًا أكبر من السلطة في حكم البلاد واستبدال الظلم الاجتماعي والاستبداد السياسي بالعدالة والمساواة والحرص على تقديمِ الخدمات الضروريّة والأساسية لكل سوداني. و بعد ذالك انشاء دكتور منصور ارباب حركة جديدة لحسم تمرد الجنجويد بأسم حركة العدل والمساواة السودانية الجديدة 

## التكوين والتنظيم
تعود بدايات حركة العدل والمساواة إلى عام 2000 حينما صدر الكتاب الأسود لكاتبهِ خليل إبراهيم مع مؤلّفين آخرين يشرحون ويُوضّحون فيه بالتفصيل ما تعتبرهُ الحركة عدم المساواة في البلاد. تدعو حركة العدل والمساواة إلى استبدال دكتاتورية عمر البشير وحزب المؤتمر الحاكم بدولة مدنية ديمقراطية تحترم حقوق مختلف الجماعات العرقية والنساء والشباب في السودان، كما أَلزمت الحركة نفسها بهذه المبادئ عندما وقَّعت ما عُرف بميثاق الفجر الجديد في كانون الثاني/يناير 2013. تدَّعي حركة العدل والمساواة أنها تمتلك قواتٍ يبلغ تعدادها حوالي 35,000 كما تقول أن أعضائها متنوعون عرقيًا لكنَّ الملاحظَ حسب كلام المتابعين للشأن السوادني أنَّ معظم أعضاء الحركة بما في ذلك زعيمها هم من قبيلة الزغاوة. حركة العدل والمساواة هي جزءٌ من الجبهة الثورية السودانية وهو تحالفٌ من الجماعات المعارِضة للحكومة في الخرطوم ويضمُّ حركة تحرير السودان بمختلف فروعها وحركات أخرى صغيرة.

## تاريخ الهجمات

### الهجوم على حسكنيتة
هاجمت وحداتٌ من حركة العدل والمساواة في أيلول/سبتمبر وتشرين الأول/أكتوبر 2007 مدينة حسكنيتة قاصدةً في الهجوم بعثة الاتحاد الأفريقي في السودان. اتهمت المحكمة الجنائية الدولية ثلاثة من كبار قادة الحركة وهم بحر أبو قردة، عبد الله باندا وصالح جربو بالوقوفِ خلف الهجوم وبارتكاب جرائم حرب في المنقطة. أُسقطت القضية ضد الأول بسببِ نقص الأدلة، فيما أُسقطت القضية المرفوعة ضد الثالث بعد وفاته في التاسع عشر من نيسان/أبريل 2013، بينما اعتبرت الثاني – وهو عبد الله باندا – هاربًا من العدالة منذُ حزيران/يونيو 2019.

### هجمات حقول النفط
هاجمت حركة العدل والمساواة في تشرين الأول/أكتوبر 2007 حقل دفرة النفطي في إقليم كردفان والذي تُديره شركة النيل الكبرى للتشغيل البترولي بمساعدةٍ من الصين التي أرسلت في الشهر التالي مجموعة من 135 مهندسًا صينيًا إلى دارفور لاستعادة ومواصلة العمل في حقل دفرة. عقَّبَ زعيم الحركة خليل إبراهيم على ما فعلتهُ الصين بالقول: «نُعارض قدومهم لأنَّ الصينيين غير مهتمين بحقوق الانسان. [إنهم] مهتمون فقط بموارد السودان»، وتدَّعي حركة العدل والمساواة أن عائدات النفط المُبَاع للصين تُعتبر بمثابة تمويلٍ للحكومة السودانية وميليشيا الجنجويد.
زعمَ خليل إبراهيم في صباح الحادي عشر من كانون الأول/ديسمبر 2007 أنَّ قوات حركة العدل والمساواة قاتلت وهزمت قوات الحكومة السودانية التي كانت تحرس حقل نفطٍ تُديره الصين في إقليم كردفان، لكنَّ مسؤولي الخرطوم نفوا تعرض أي من حقولٍ النفط للهجوم. قال إبراهيم إن الهجوم كان جزءًا من حملة حركة العدل والمساواة لتخليص السودان من حقول النفط التي تُديرها الصين وذكر أن «حركة العدل والمساواة تريد مغادرة جميع الشركات الصينية. لقد حُذِّروا عدة مرات. لا ينبغي أن يكونوا هناك.»

### هجوم الخرطوم واستمرار المعارك
شاركت حركة العدل والمساواة في أيّار/مايو 2008 في أشهر عملياتها ضد الحكومة السودانية عندما هاجمت العاصمة الخرطوم محقّقة العديد من المكاسب على الأرض والتي تضمَّنت السيطرة المؤقتة على مدينة أم درمان والسيطرة أيضًا على المطار في قاعدة وادي سيّدنا العسكرية التي تقعُ على بُعد 10 ميل (16 كـم) شمال الخرطوم فضلًا عن السيطرة على ثلاثة جسور تُؤدّي إلى العاصمة. انتهت العملية بمعارك عنيفة في الجزء الغربي من العاصمة السودانية استخدمت فيها الحكومة مروحيات الجيش لصدّ تقدم حركة العدل والمساواة. تعهد الطاهر الفقي الأمين العام للمجلس التشريعي لحركة العدل والمساواة عقبَ هذه المعركة بأن الحرب ستُخاض من الآن فصاعدًا في جميع أنحاء البلاد مؤكّدًا: «لم نغيّر تكتيكاتنا ... كانت حركة العدل والمساواة منذ البداية حركة وطنية ولها أجندة وطنية»، فيما أكَّد خليل إبراهيم أنَّ «هذه مجرد البداية والنهاية ستكونُ بإنهاء هذا النظام.»
انخرطت حركة العدل والمساواة وحلفاؤها في الجبهة الثورية السودانية في نيسان/أبريل 2013 في العديد من الهجمات الناجحة ضد قوات الحكومة السودانية. سيطرت قوات المعارضة في غارة شنّتها جميعُ أطراف الجبهة الثورية على مدينة أم روابة الاستراتيجية في شمال كردفان الواقعة على بُعد 300 ميل (480 كـم) جنوب الخرطوم لكنها سُرعان ما فقدت المدينة للقوات الحكوميّة. سيطرت حركة العدل والمساواة والجبهة الثورية خلال نفس الهجوم على أبو كرشولة وهي بلدةٌ إستراتيجية يبلغُ عدد سكانها 40 ألف نسمة في جنوب كردفان. شنَّت القوات المسلحة السودانية حملات غارات جوية عشوائية وذلك في محاولةٍ منها لاستعادة السيطرة، قبل أن تنسحبَ قوات المعارضة في السابع والعشرين من أيّار/مايو «للسماحِ بإيصال المساعدات الإنسانية إلى سكان المنطقة». واصلت قوات المعارضة المشاركة خلال عام 2013 في الهجمات ضدّ الحكومة وهو ما أدى إلى سقوط عشرات الضحايا في صفوف القوات السودانية حول أبو كرشولة.

## اتفاقية السلام
وقَّعت حركة العدل والمساواة اتفاقية سلامٍ مع الحكومة الانتقالية السودانية في الواحد والثلاثين من آب/أغسطس 2020 حيث ستُشارك الحركة في ما عُرف بالانتقال إلى الديمقراطية في السودان من خلال الوسائل السلمية. ستحصُل الفصائل الموقّعة بموجب شروط الاتفاق على ثلاثة مقاعد في مجلس السيادة وخمسة وزراء في الحكومة الانتقالية وربع مقاعد المجلس التشريعي الانتقالي، أمَّا على المستوى الإقليمي فيحقُّ للفصائل الموقّعة شغل ما بين 30 حتى 40% من المقاعد في الهيئات التشريعية الانتقالية في ولاياتهم أو مناطقهم الأصلية.